# نيكولاس الكسندر
نيكولاس الكسندر (بالإنجليزية: Nicholas Alexander)‏ هو متزلج قفز أمريكي، ولد في 24 أغسطس 1988 في براتلبورو في الولايات المتحدة.

## وصلات خارجية
- الموقع الرسمي
- نيكولاس الكسندر على موقع الاتحاد الدولي للتزلج (القفز التزلجي) (الإنجليزية)
- نيكولاس الكسندر على موقع اللجنة الأولمبية الدولية (الإنجليزية)
- نيكولاس الكسندر على موقع أوليمبيديا (الإنجليزية)
- نيكولاس الكسندر على موقع اللجنة الأولمبية والبارالمبية الأمريكية (الإنجليزية)